# Белинский, Дмитрий Геннадьевич
Дмитрий Геннадьевич Белинский (род. 31 мая 1963, Широкино, Донецкая область) — советский и российский музыкант, заслуженный артист Российской Федерации (2004), обладатель музыкальной награды «Золотая звезда» (New — York, USA 2008), член Правления Центрального Дома работников искусств (Москва), президент Российского Клуба музыкантов-народников ЦДРИ, солист, директор Русского концертного Квартета СКАЗ, балалаечник-виртуоз.
За личный вклад в сохранение, развитие и популяризацию музыкального искусства в Автономной Республике Крым награждён Почётной грамотой Министерства Культуры АР Крым (2011). Награждён Почётной грамотой МЧС России, медалью Российского союза спасателей «За содружество в деле спасения», в составе Квартета СКАЗ — грамотой Командующего Войск в Северо-Кавказском регионе, имеет Благодарность Федеральной Службы Охраны Российской Федерации

## Биография
Детские и юношеские годы прошли на Крайнем Севере (город Воркута, 1963—1979). В 1978 году поступил в Воркутинское музыкальное училище по классу балалайки (первые педагоги А.Шмелёв и М. М. Бурьяк). В 1979 г. перевёлся в Симферопольское музыкальное училище им. П. И. Чайковского (класс преподавателя Ю. Г. Пойды). Далее служба в Вооруженных Силах СССР, Московский государственный университет культуры и искусств (преподаватель заслуженный работник культуры РФ, профессор В. Д. Глейхман).
С 1987  по 1989 год — артист-солист оркестра русских народных инструментов «Боян», художественный руководитель народный артист СССР А. И. Полетаев.
С 1989 — солист, директор (с 1995 года) Русского концертного квартета «СКАЗ», художественный руководитель заслуженная артистка Российской Федерации, Почётный гражданин г. Новый Орлеан (США) В. И. Соболева — Белинская.
При поддержке и самом активном участии В. М. Ходукина создал творческий альянс балалайки — соло с оркестром аккордеонистов, синтезатором и симфонической ударной группой (г. Даугавпилс, Латвия, художественный руководитель оркестра В. М. Ходукин — 1988). Выступления с оркестром аккордеонистов на международных фестивалях аккордеонной музыки в г. Даугавпилс, Рижской филармонии, г. Вильнюсе, Литва (1988, 1992).

…А потом зал взорвала аплодисментами подруга аккордеона — русская балалайка. Слушатели рукоплескали: «Русского, ещё русского хотим!». И, правда, это был фурор! В руках мастера блещет всякий музыкальный инструмент, а Дмитрий Белинский, директор и солист московского квартета «Сказ» — настоящий виртуоз балалайки. Франт во фраке с балалайкой в руках оставил неизгладимое впечатление в душах всех слушателей прошедшего концерта…"
В 1992 году, совместно с художественным руководителем Квартета СКАЗ Валентиной Соболевой-Белинской, организовал на базе Центрального Дома работников искусств, Российский Клуб музыкантов-народников.
Инициатор создания ежегодного международного Праздника музыкантов-народников «День Балалайки» (23 июня)

 …День балалайки — праздник, который с легкой руки председателя российского «Клуба музыкантов-народников», заслуженного артиста Российской Федерации Дмитрия Белинского начали отмечать в странах СНГ.
Он обратился к музыкантам России, а также к музыкантам за рубежом с прекрасной идеей — сделать 23 июня «Днем балалайки». Поводом для этого послужило исследование, проведенное доцентом кафедры народных инструментов петрозаводской консерватории Андреем Белоруковым. Историческим основанием этой даты является первое документальное упоминание балалайки — «Память из Стрелецкого приказа в Малороссийский приказ» — относящееся к 13 июня (по старому стилю) 1688 года. По новому стилю эта дата смещается на 10 дней вперед и превращается в 23 июня…"
Неоднократный председатель и член жюри престижных международных музыкальных конкурсов и фестивалей

Автор статей о балалайке, музыкальном мастере-самородке Семёне Налимове, составитель Интернет-архива, посвященного Семёну Ивановичу Налимову (2007).
Является членом Правления Центрального дома работников искусств.

### Семья
Жена — Валентина Ивановна Соболева-Белинская, Заслуженная артистка Российской Федерации, член Международного Союза музыкальных деятелей, обладатель международной музыкальной награды «Золотая звезда» (New — York, USA 2008), Почётный гражданин г. Новый Орлеан (США), художественный руководитель, артистка-солистка (домра, вокал) Русского концертного Квартета СКАЗ, руководитель детского ансамбля «МиЛяРе»
Сын — Даниил Белинский
Мать — Валентина Ивановна Белинская (1939—2007), с 1972 по 1993 г. Председатель Горкома Профсоюза работников культуры города Воркуты, двоюродная сестра Народного художника Украины Николая Васильевича Ясиненко
Отец — Геннадий Петрович Белинский (1937—2012), известный коллекционер, историк
Сестра — Лада Геннадьевна Белинская

### Статьи
- «23 ИЮНЯ — МЕЖДУНАРОДНЫЙ ПРАЗДНИК БАЛАЛАЙКИ», в Интернет-журнале «Русский музыкальный клуб»
- Российский Клуб музыкантов-народников
- «И сам король футбола им что-то говорил» Газета «Московская правда»
- Е. Дербенко отметил юбилей в Москве Журнал А.Марчаковского «Русский музыкальный клуб»
- Белинский Дмитрий Геннадьевич. Статья в «Энциклопедии балалаечника», составитель А. И. Пересада, Краснодар, 2008 г.
- Обзорная статья Дмитрия Белинского о балалайке в газете «Крымская Правда»
- Статья о С. И. Налимове в информационном бюллетене «Народник»

### Видео
- Телеканал СТВ Севастополь. О конкурсе-фестивале «Самородки» (Культурная среда. 12 июля 2023). Автор и ведущая Наталья Шульга, Заслуженный артист России Дмитрий Белинский о конкурсе, о празднике "День балалайки", о народной музыкальной культуре
- "Полезный день" СТВ Севастополь 2019 Гости в студии: директор культурного комплекса «Корабел» Любовь Талах и председатель жюри конкурса «Самородки-2019», заслуженный артист России Дмитрий Белинский
- Юбилей Дмитрия Белинского "5 и 5" 31 мая 2018, Севастополь, Крым, Культурный Комплекс "Корабел"
- Юбилей Дмитрия Белинского "5 и 5" (фрагмент) 31 мая 2018, Ордена Дружбы народов Центральный Дом работников искусств РФ
- ИКС-ТВ Севастополь Эфир от 23.06.2017 "День Балалайки" (2017)
- День балалайки. Поздравление с Днём балалайки. Праздник музыкантов-народников. Дмитрий Белинский
- Дмитрий Белинский и Академический симфонический оркестр Запорожской областной филармонии, главный дирижёр оркестра народный артист Украины Вячеслав Редя
- Дмитрий Белинский и оркестр аккордеонистов Даугавпилса Синтез балалайки с аккордеоном
- Дмитрий Белинский и оркестр им. Г.Шендерёва, Крым 2011
- Балалайка в Южной Африке
- Главная страница на YouTube
- Балалайка. Открытый урок (мастер-класс) Белинского